# Franz Wittmann (Politiker, 1887)
Franz Wittmann (* 20. März 1887 in Oberhaunstadt, heute Ingolstadt; † 4. Januar 1975 in Ingolstadt) war ein deutscher Landwirt und Politiker der CSU.

## Leben
Als Landwirt leitete Wittmann ein landwirtschaftliches Gut in Oberhaunstadt. Dieses war in der Nachkriegszeit Teil eines Familienbetriebes, sein Bruder August leitete eine Brauerei. In der Zeit des Nationalsozialismus standen die Brüder unter ständiger Beobachtung durch den damaligen Oberbürgermeister Josef Listl. Während des Krieges wurde das Anwesen durch Bomben beschädigt, wodurch nach dem Krieg eine neue Villa errichtet wurde.
Der Bauernhof wurde später von Franz’ Sohn Klaus Wittmann übernommen.

## Funktionen
In der Nachkriegszeit war Wittmann Gründungsmitglied des Bayerischen Bauernverbandes. Auf seine Initiative hin wurde 1946 der Landesverband der Saatkartoffel-Erzeugervereinigungen in Bayern gegründet. Wittmann wurde am 19. Februar 1946 durch das Bayerische Staatsministerium für Landwirtschaft und Forsten zu deren kommissarischen Vorsitzenden ernannt, am 15. April 1947 wurde der Verband offiziell zugelassen. Von 1948 bis 1965 war Wittmann Vorsitzender der Vereinigung. Daneben war er von 1945 bis 1965 Vorsitzender des Landesverbandes der Feldsaatenerzeuger in Bayern, dessen Sitz von 1944 bis 1950 nach Oberhaunstadt verlegt wurde, sowie des Verbandes Bayerischer Pflanzenzüchter. Auf seine Initiative wurde das Bayerische Saatbauzentrum als gemeinsamer Verwaltungssitz der Bayerischen Pflanzenzucht- und Saatbauverbände in München errichtet. Ab 1952 war er Ehrenpräsident des BBV.

## Politik
Bis 1933 war Wittmann in der BVP aktiv. Nach dem Krieg war er Gründungsmitglied der Ingolstädter CSU. 1946 gehörte Wittmann zunächst dem Beratenden Landesausschuss und anschließend der Verfassunggebenden Landesversammlung in Bayern an.